# Campeonato Europeo de Curling Femenino de 2004
El XXX Campeonato Europeo de Curling Femenino se celebró en Sofía (Bulgaria) entre el 4 y el 11 de diciembre de 2004 bajo la organización de la Federación Mundial de Curling (WCF) y la Federación Búlgara de Curling.
Las competiciones se realizaron en el Palacio de Deportes de Invierno de la ciudad búlgara.

## Tabla de posiciones
| Pos | Equipo          | G | P | G–P |
| --- | --------------- | - | - | --- |
| 1   | Suiza           | 6 | 3 | 2–0 |
| 2   | Noruega         | 6 | 3 | 1–1 |
| 3   | Suecia          | 6 | 3 | 0–2 |
| 4   | Rusia           | 5 | 4 | –   |
| 5   | Escocia         | 5 | 4 | –   |
| 6   | Italia          | 5 | 4 | –   |
| 7   | Finlandia       | 4 | 5 | –   |
| 8   | Dinamarca       | 3 | 6 | 1–0 |
| 9   | Alemania        | 3 | 6 | 0–1 |
| 10  | República Checa | 2 | 7 | –   |

## Cuadro final
|  | Semifinales | Semifinales |   |       | Final        | Final |  |
|  |             |             |   |       |              |       |  |
|  |             |             |   |       |              |       |  |
|  | Suiza       | 6           |   |       |              |       |  |
|  | Rusia       | 4           |   |       |              |       |  |
|  |             |             |   |       |              |       |  |
|  |             |             |   |       |              |       |  |
|  |             |             |   |       | Suiza        | 4     |  |
|  |             | Suecia      | 9 |       |              |       |  |
|  |             |             |   |       |              |       |  |
|  |             |             |   |       |              |       |  |
|  |             |             |   |       | Tercer lugar |       |  |
|  |             |             |   |       |              |       |  |
|  | Noruega     | 3           |   | Rusia | 7            |       |  |
|  | Suecia      | 5           |   |       | Noruega      | 10    |  |

## Medallistas
| Evento | Oro                                                                                     | Plata                                                                                | Bronce                                                                                     |
| ------ | --------------------------------------------------------------------------------------- | ------------------------------------------------------------------------------------ | ------------------------------------------------------------------------------------------ |
| Equipo | Suecia · Anette Norberg · Eva Lund · Cathrine Lindahl · Anna Bergström · Ulrika Bergman | Suiza · Mirjam Ott · Binia Beeli · Brigitte Schori · Michèle Knobel · Valeria Spälty | Noruega · Dordi Nordby · Linn Githmark · Marianne Haslum · Camilla Holth · Marianne Rørvik |